# پاتریشیا جاناک
پاتریشیا جاناک (انگلیسی: Patricia Janak؛ زادهٔ ۱۹۶۵ (۵۹–۶۰ سال)) استاد برجسته بلومبرگ در دانشگاه جانز هاپکینز است که به مطالعه پایه‌های زیستی رفتار از طریق یادگیری تداعی می‌پردازد. جاناک این تحقیقات را در زمینه رفتارهای پاتولوژیک مانند اعتیاد و اختلال استرس پس از سانحه به کار می‌برد تا درک بهتری از چگونگی تأثیر محرک‌ها بر عود بیماری و فرگیزه به دست آورد.

## زندگی‌نامه
پاتریشیا جاناک در سال ۱۹۶۵ از پیتر جاناک و بانی استریگفلو متولد شد. وی تحصیلات خود را با دو رشته زیست‌شناسی و روان‌شناسی در دانشگاه راتگرز آغاز کرد و در مقطع کارشناسی به مطالعه علوم زیستی و علوم رفتاری پرداخت. جاناک سپس مدرک کارشناسی ارشد و دکترای روان‌شناسی را از دانشگاه کالیفرنیا، برکلی دریافت نمود که دوره دکترای وی تحت راهنمایی جو ال. مارتینز جونیار به انجام رسید.
در طول دوره دکترا، وی به عنوان استاد مدعو در مؤسسه رایت، دانشگاه سانتا کلارا و دانشگاه ایالتی کالیفرنیا در ایست بی نیز تدریس می‌کرد. پس از آن، دوره فوق‌دکترای خود را در مؤسسه ملی سوءمصرف مواد (وابسته به مؤسسات ملی سلامت) و همچنین در رشته‌های فیزیولوژی و فارماکولوژی در دانشکده پزشکی ویک فارست تحت راهنمایی دونالد جی. وودوارد گذراند. وودوارد در دهه ۱۹۹۰ پیشگام توسعه «تکنیک‌های ثبت رفتار حیوانات هوشیار و ثبت چندنورونی» بود.
جاناک در سال ۱۹۹۹ به عنوان استادیار به مرکز تحقیقات و کلینیک ارنست گالو در دانشگاه کالیفرنیا، سانفرانسیسکو پیوست. در سال ۲۰۱۱ نیز به عنوان صاحب کرسی تحقیقات اعتیاد هوارد جی. واینبرگر در دانشگاه کالیفرنیا سانفرانسیسکو منصوب شد.
در ژوئن ۲۰۱۴، پاتریشیا جاناک به دلیل دستاوردهای چشمگیرش به عنوان محققی بین‌رشته‌ای و برتری در تدریس، به عنوان استاد ممتاز بلومبرگ در دانشگاه جانز هاپکینز منصوب شد - جایگاهی که در سال ۲۰۱۳ با حمایت مالی مایکل بلومبرگ ایجاد شده بود - و هم‌اکنون به‌طور مشترک در دپارتمان علوم روان‌شناسی و مغز دانشکده هنر و علوم و نیز دپارتمان علوم اعصاب سالومون اچ. اسنایدر در دانشکده پزشکی این دانشگاه مشغول به فعالیت است.

## پژوهش‌ها
پاتریشیا جاناک به عنوان پژوهشگر در زمینه مبانی زیستی رفتار با تمرکز بر یادگیری تداعی فعالیت می‌کند که کار او به صورت تجربی نظریه‌های رسمی یادگیری را با علوم اعصاب رفتاری در مغز پستانداران پیوند می‌زند، و با استفاده از مدل‌های مبتنی بر نظریه‌های یادگیری همراه با آزمایش‌های آزمایشگاهی، فرآیندهای تداعی و سازمان سلسله‌مراتبی کدگذاری عصبی روابط و بازنمایی‌ها را بررسی می‌کند، جایی که ثبت‌های الکتروفیزیولوژیک از نورون‌ها در مدارهای مشخص با ابزارهای داروشناختی و نوروفیزیولوژیک برای دستکاری ویژگی‌های مدار انجام می‌شود، و او علاقه‌مند به رویکرد ترجمه‌ای برای شرایط بالینی است که در آن جنبه‌های بنیادی یادگیری و حافظه در مدل‌های مورد مطالعه‌اش مبنای گسترده‌ای از رفتارهای انسانی بوده و می‌تواند راهنمایی برای مداخلات و درمان‌ها هنگام نقص در رشد طبیعی یا اختلالات ناشی از بیماری باشد، و پراستنادترین مقاله او با عنوان «ارتباط علی بین خطاهای پیش‌بینی، نورون‌های دوپامینرژیک و یادگیری» در سال ۲۰۱۳ در مجله نیچر نوروساینس منتشر شده است.
جاناک تاکنون ۱۰۲ اثر منتشرشده شامل ۱۱ مقاله مروری داشته که بیش از ۳۳۰۰ بار استناد دریافت کرده و اچ‌ایندکس او ۳۸ می‌باشد. او از سال ۱۹۸۷ عضو انجمن علوم اعصاب و از ۱۹۹۴ عضو انجمن تحقیقات الکلیسم بوده است. جاناک دروس مختلفی در مقطع کارشناسی و تحصیلات تکمیلی در زمینه روان‌شناسی، تحلیل داده‌ها، علوم اعصاب رفتاری و اعتیاد به مواد مخدر تدریس کرده است. در دانشگاه جانز هاپکینز، او هم‌اکنون دوره‌های روان‌شناسی و علوم اعصاب برای دانشجویان تحصیلات تکمیلی و همچنین درس یادگیری و حافظه برای مقطع کارشناسی را ارائه می‌دهد و به‌صورت فعال در مؤسسه بین‌رشته‌ای علم یادگیری مشارکت دارد.
در سال ۲۰۲۳ جانک به عنوان عضو انجمن پیشبرد علوم آمریکا برای پیشرفت علم اعطا شد.